# スーパードンキーコング
『スーパードンキーコング』（SUPER DONKEY KONG）は、1994年にイギリスのレアが開発、日本の任天堂が発売したスーパーファミコン用横スクロールアクションゲーム。日本では1994年（平成6年）11月26日に発売された。日本国外でのタイトルはDonkey Kong Country。キャッチコピーは「デジタルゴリラ出現!!」。

## 概要
任天堂のアーケードゲーム『ドンキーコング』（1981年）のライセンスを使用し、レア社が独自に制作した作品。ディレクターはティム・スタンパー、音楽はデヴィッド・ワイズ、イーブリン・フィッシャー、ロビン・ビーンランドが担当している。ゲーム内容は、主人公「ドンキーコング」を操作し、クレムリン軍に奪われたバナナを取り戻すことを目的としている。
本作は当時最新鋭の3DCGで描画された緻密なグラフィックを特徴としており、CMでも大々的に宣伝された。作成した3Dのモデルを1フレームずつレンダリングし、それを2Dのスプライトに変換して描画することによって、スーパーファミコンの限られた性能ながら立体感のある映像を実現している。
1997年に日本国内ではニンテンドウパワー対応ソフトとして発売された他、2000年にはリメイクされ日本ではゲームボーイカラー用ソフト『ドンキーコング2001』（ドンキーコングにせんいち）として発売、さらに2003年にはゲームボーイアドバンス用ソフトとして移植版が発売された。スーパーファミコン版は2006年にWii用ソフトとして、2014年にはWii U用ソフトとして、2016年にはNewニンテンドー3DS用ソフトとしてそれぞれバーチャルコンソールにて配信された。スーパーファミコン版はゲーム誌『ファミコン通信』の「クロスレビュー」にてシルバー殿堂入りを獲得した他、日本国内での売上本数はスーパーファミコン用ソフトとしては歴代第4位を記録した。
本作の翌年（1995年）には続編である『スーパードンキーコング2 ディクシー＆ディディー』が、さらに1996年には『スーパードンキーコング3 謎のクレミス島』が発売された。当時セガサターンやPlayStationといった次世代機が台頭しつつあった中で、『スーパードンキーコングシリーズ』3作品はいずれも日本国内でミリオンセラーを達成したほか、シリーズの累計販売本数は世界全体で1,000万本を超え、国内・海外ともにスーパーファミコン後期を代表するシリーズとなった。
本項では、本作を元に製作されたゲームボーイ用ソフト『スーパードンキーコングGB』（スーパードンキーコングジービー、以下『GB』）、SFC版のリメイク作『ドンキーコング2001』（以下『2001』）、ゲームボーイアドバンス版での移植バージョン（以下GBA版）についても扱う。なお、『GB』の日本国外のタイトルは“Donkey Kong Land”である。

## ゲーム内容

### ゲームモード
SFC版には3つのモードがある。
1人用（One Player）
プレイヤー数は1人で、ステージを進めていき最終クリアを目指す。
2人対戦（Two Players Contest）
プレイヤー数は2人で、赤チームと黄チームに分かれる。それぞれが独自に攻略していき、どちらが先に最終クリアができるかを競う。セーブもそれぞれ別々に行われる。
2人協力（Two Players Team）
プレイヤー数は2人で、プレイヤー1がドンキーを、プレイヤー2がディディーを操作して、1つのデータを協力して攻略する。

### システム
基本は横スクロールのアクションゲームで、待ち受ける敵を倒したり避けたりしながら、ステージの最後にあるゴール（「EXIT」と書かれた看板のある出口）にたどり着けばステージクリアになる（ボスステージではボスとの対決のみが行なわれ、倒すとクリアになる）。コースは6つの「レベル」に分かれ、1レベルあたりそれぞれ5-6のステージとボスステージで構成されている。ステージの分岐という概念はなく、順番にこなしていく必要がある。ただし一度クリアしたステージは何度でもプレイすることができる。
操作できるキャラクターはドンキーコングおよびディディーコングの2種類であるが、一度に同時操作はできず、常に一方のキャラクターを操作することになる。両者には性能差があり、ドンキーはより頑丈な敵を倒すことが可能で、ディディーは素早さとジャンプ力に優れている。状況に応じて操作キャラクターの交代が可能で、活用することで有利に進めることができる。
敵やトラップからダメージを受けた場合、コングが2人いる場合は操作中のキャラクターが逃げ出してもう片方のコングに自動的に交代する（GBA版では画面外に落ちてもう1人のコングと交代する。GBC版『ドンキーコング2001』ではパートナーは左下のDKバレルのアイコンで控える。）。コングが1人しかいない場合および谷底に落下した場合やトリックトラックリフトが落下されて足場で置き去りにされた場合はミスとなり、残機となるライフが1減る。本作では残機を「ライフ」と表現しており、他のゲームに見られる「ライフ＝体力」の構図とは異なる（これは本作に限らずレア社のゲームにたびたび見られる「ライフ＝命の数」という構図である）。いなくなったパートナーはDK印のタル（DKバレル）を破壊することで復帰可能で、SFC版ではコングが2匹いる状態になってもDK バレルを取ることが可能だったが、続編・GBC版『ドンキーコング2001』とGBA版ではコングが2匹いる状態になるとDKバレルを取ることはできず、投げても意味がない（ただし、武器として使うことは可能）。
ライフはドンキーコングのバルーンでカウントされ、ライフが0になってからミスをするとゲームオーバーとなる。SFC版では一部の裏技を使用しない限り原則的にコンティニュー機能はなく、セーブはステージマップ上にあるセーブポイントで行うことができるが、レベルによってはセーブポイント（後述）が後半部分に設けられていることがあるため、セーブできない区間の攻略に注意を要することもある。GBC版『ドンキーコング2001』では、コースクリアで特に画面内に表記もなくセーブしてくれるオートセーブのため、セーブできない区間に注意する必要が無くなった。ゲームオーバーになってもコンティニューバレルの破壊にかかわらず同ステージの最初からになるだけである。GBA版ではマップ画面でスタートボタンを押すと任意にセーブが行える。マップ画面でセレクトボタンを押すと「ゲームをしゅうりょうしますか？」と表示され、ここでAボタンで「はい」を選択すると「セーブしますか？」と表示が出てからタイトル画面に戻る。ライフはセーブにかかわらず電源を付けた地点で5からスタートだが、GBA版ではセーブでライフの数も引き継げ、さらにライフが5未満の場合は5になる。
ステージによっては味方キャラクター（アニマルフレンド / 後述）がいる場合があり、コンテナを壊して跳び乗るとアニマルフレンドを操作できる（一部操作できない者もいる）。アニマルフレンドに乗っている間は、操作方法もアニマルフレンドのものに変更され、それぞれ独自の能力を活用して攻略することが可能だが、他のステージには持ち越せない。SFC版とGBA版では、アニマルフレンドはダメージを受けると高速で逃げ出すが、谷底に落ちるなどして見失わない限りは乗り直せば再び利用できる。GBC版『ドンキーコング2001』ではコングがアニマルフレンドに変身を行う。そのためダメージを受けるとそこでアニマルフレンドの操作は終了になり、一度コングに交代するとアニマルフレンドに戻すことはできない。

### 基本アクション
ここではSFC版に則った操作方法を説明する。
- ジャンプ - Bボタン。敵を踏みつけて攻撃することも可能。特定のコースでしかできないが、連続して敵を踏みつけていくとライフが増える。
- ローリングアタック - Yボタン。同じく敵への攻撃が可能で、空中に落下しても1度だけ空中ジャンプができる。
- 交代 - セレクト/Aボタン。操作キャラクターを交代できる。
- ダッシュ - Yボタンを押しながら移動。
- タル投げ - 地面に置かれているタルに近づいてYを押しっぱなしにする。離すと前方に投げるほか、↓を押しながら離すとその場に置く。敵を安全に攻撃することができるが、タル自体は使い捨て。
- ハンドスラップ - ↓を押しながらYボタン。地面を叩き、浅く埋まっているアイテムを掘り出したり、敵を攻撃できる（さらに敵が持っているバナナを盗める）。ドンキー専用技。ディディーおよび『GB』では不可。

### マップ画面
このゲームには「全体マップ」と「レベル内のマップ」の2種類のマップ画面がある。全30以上あるコースは、おおむね5-6コースをひとまとめにした「レベル（『スーパーマリオブラザーズ』などで言うところのワールド）」で区切られており、レベルの最後にはボスとの対決をするコースがあり、倒すことで次のレベルに進める。クリア済みのコースやレベルを訪問することも自由にできるが、「全体マップからレベル内マップに入る」ことは自由にできる反面、「レベル内マップから全体マップに出る（=レベル間を移動する）」ことには制約があり、その方法は「ファンキーコングの小屋を利用する」「ボスを倒す」のどちらか。それぞれのレベル内にはコングファミリーの施設も個別に設置されており、レベル内の攻略具合に応じて利用できるようになる。
マップ上のレベルやコースには顔のアイコンが表示されており、クレムリン（ワニ）の顔が描かれているならばまだクリアされておらず、コングの顔が描かれているならばクリアしたことになる（ドンキー・ディディーのどちらの顔になるかは、最初にクリアした方のコングとなる）。コングファミリーの施設には、そのコングの顔のアイコンが常時表示されている。ステージ名の末尾に「!」が付くと、そのステージを完全クリア（ボーナスステージ全制覇およびコースクリア）していることを示す（GBC版『ドンキーコング2001』ではステージ名が赤色になる）。レベル内の全てのコースを完全クリアすると、レベル名の末尾にも「!」マークが付く。

### ボーナスステージ
ステージ内の数か所にある隠し部屋。一部のステージやボスとの対決を除くほとんどのステージにあり、アイテムの宝庫になっていることが多い。特定の壁を壊して入る（最初から入口が開いていることもある）・特定のタル大砲を使うなどの方法で行くことができる。見落としやすい場所に入口がある場合、不自然な場所に置かれたバナナが目印になっていることも多い。
中にはミニゲーム形式でアイテム取得に挑戦するタイプもあり、ダメージを受けたりミニゲームに失敗するとアイテムを得られず外に追い出されるが、ボーナスステージ内の結果にかかわらず「ボーナスステージを発見した扱い」に変わりはなく、ゲーム全体の攻略の度合いを示す「達成率」に加算される（アニマルトークンを集めて入れるボーナスステージは達成率に加算されない）。また、ボーナスステージ内でダメージを受けたり谷底に落ちても、パートナーを失ったりミスになることはない。

### 画面表示
ライフ数（SFC版の取扱説明書では「ライフカウンター」と呼ばれている）やバナナ数、集めたアイテムの数は画面に常に表示されない。ライフ数とバナナ数は、ステージ開始時・増減時に数秒間だけ表示される。普段はゲーム画面しか表示されないため、非常にすっきりした画面構成になっている。SFC版とGBC版『ドンキーコング2001』では、プレイヤーの意思で任意にライフ数などを確認することはできないため、自分で覚えておくことが望ましい。GBA版では、スタートボタンを押すと数秒間だけライフ数が表示される。

## ミニゲーム
GBC版「ドンキーコング2001」とGBA版では本編・ボーナスステージとは別にミニゲーム（ボーナスゲーム）が存在する。いずれも本編とは別にメニュー画面から選ぶことができる。GBA版ではステージマップのファンキーコング・キャンディーコングの部屋からも遊ぶことができるが、タイトル画面で遊べるボーナスゲームとは多少差異がある。

### ファンキーフィッシング
GBC版「ドンキーコング2001」とGBA版の両方に収録。エンガードに乗ったコングを操作し、釣り竿で海中の魚を釣っていく。操作するコングは基本的にドンキーだが、GBA版ではディディーを操作している時にステージマップからファンキーフィッシングを行うと、ディディーを操作する。
釣り糸は上下のみ、エンガードは左右にのみ動かすことができる。釣り糸には移動に伴う慣性がかかっており、必ずしもコングの真下に釣り糸があるわけではない。Aボタンで釣り糸を一気に引き上げて釣り上げる。このときに道中で釣り針に接触した魚は全て獲得対象となる。
ただし、海上にはエンガードと別にボートが存在し（GBA版では操作していないコングが乗っている）、引き上げた勢いで空中に上がり落ちてくる釣り針がボートに触れないと獲得したことにならないため、釣り針の落下地点を予測する必要がある。ボートは基本的に右もしくは左にゆっくり動いて画面端に移動すると逆方向に移動する。GBA版ではコンボを発生させると、しばらくの間自由にボートを動かせる。
GBC版「ドンキーコング2001」では1ステージのみ。GBA版でステージマップからプレイする際は、6つのワールドを模した6ステージが存在する。各ステージにはノルマが存在し、ノルマを達成するとそこで終了し、ライフバルーンやカメラがもらえる。GBA版でメニュー画面のボーナスゲームからプレイする際は、6つのワールドからランダムでプレイし、ノルマはなく制限時間が終了するまでレベルとスコアの記録を目指す。レベル0からスタートで、偶数レベルに到達するごとに出現する魚のラインナップが変わる。たまに海底でカニが泳いでいることがあり、釣り上げると高得点が得られる。

### キャンディーのダンススタジオ
GBA版にのみ収録。いわゆる音楽ゲーム形式のゲームで、左から右に流れてくるレーン上の指示に合わせて正しいタイミングでボタンを押していく。
流れてくるボタンは十字キーの上下左右、A・B・L・Rボタンの8種類で、後半のステージに進むにつれ使用するボタンの種類が増えていく。判定は高い順に「PERFECT」「HIT」「MISS」の3種類。レーンの中央に判定基準を示す枠が存在し、こことの位置のズレで判定が変わる。音楽とレーン上のタイミングはかなり差があり（レーンの方が遅れてやって来る）、音楽に合わせて操作をしていくとMISSになりやすい。また、ミニゲームの制約上、四分音符より細かいボタン操作は要求されない。
ワールド毎に1ステージずつ、全6ステージが存在する。ステージマップのキャンディーの部屋から挑戦した際には、PERFECT達成率が8割以上であるとライフバルーンやカメラをもらえる。ステージマップからプレイした際は、ボタンの配置は毎回同じになる。メニュー画面のボーナスゲームからプレイする際はボタンの配置は毎回変わるが、使用するボタンの数はステージマップからプレイした際と変わらない。

### クランキーのミニゲーム
GBC版「ドンキーコング2001」にのみ存在するミニゲーム。6種類存在するが、細かい違いを除けば実質することは全てモグラたたきと同じ要領である。
ステージ上にはカーソルが合わせられる場所が複数存在し、指示に従ってAボタンでココナッツを撃って正しいアクションをする。ココナッツは連続で最大4発または2発しか撃てず、弾切れになったときにはBボタンで補給（リロード）する。いずれのミニゲームも、弾切れになったときにしか補給できない。
コングとクレムリン
円形に8か所置かれているバナナにクレムリンがやってきたら撃退させる。左キーでカーソルが反時計回りに、右キーで時計回りに移動。ドンキーやディディーがやってくることもあるがバナナを持っていくことはなく、間違えて撃つとしばらくの間カーソルを動かせなくなる。ノルマは50。1か所につき4回クレムリンを取り逃がすとバナナが完全になくなってしまい、1か所でも完全にバナナがなくなるとゲームオーバー。
クレムリンたたき
円形に8か所置かれているタルからクレムリンが顔を出したときに撃つ。左右キーの操作は「コングとクレムリン」と同じ。このゲームは得点制で、撃退したクレムリンの総得点が100点を超えればクリア。クレムリンの色によって得点が異なり、緑は1点、青は2点、赤は4点。クレムリンを一定数見逃す、またはクレムリンがいない所にココナッツを発射する度に、左下にあるドンキーの表情が変わっていき、一定数ドンキーの表情が変わるとゲームオーバーになる。
クレムリンをつまみだせ！
「コングとクレムリン」との違いはドンキーたちがやってこないことで、ノルマは70と増えている。こちらも1か所でも完全にバナナがなくなるとゲームオーバー。
あなぼこにごようじん！
左右からやってくるアニマルフレンズが巨大なノーティに追いかけられており、6か所ある穴に落ちないようにココナッツを発射して穴を塞ぎ、通過させる。アニマルフレンズが通過すると穴は元に戻るが、一定時間が経過しても穴は元に戻るため、ココナッツの発射が早すぎると落ちてしまう。弾数が少なくなってくるとアニマルフレンズの移動速度も上がっていく。ノルマは25。弾数が0になるまでにアニマルフレンズを落とさなければクリア。
おたずねもの
基本的には「クレムリンたたき」と同じだがルールが追加されている。画面が少し暗くなりある1色のクレムリンが何体か現れる。次に画面が暗くなるまで、同じ色のクレムリンしか撃ってはならない。暗くなったときに現れるクレムリンの数は一度に撃退するクレムリンの数と同じで、識別の目安となる。間違った色のクレムリンを撃つ、クレムリンを一定数見逃す、またはクレムリンがいない所にココナッツを発射する度に、左下にあるドンキーの表情が変わっていき、一定数ドンキーの表情が変わるとゲームオーバーになる。
ガリオンガンマン
キングクルールが6か所の砲台から撃ってくる大砲を撃って阻止する。大砲は光ってから撃ってくるため、光っている最中がココナッツを撃つチャンス。6発正しく撃たれた大砲は破壊され、その大砲からは狙われなくなる。大砲は光っている間にしかダメージを与えられない。ノルマは36。5回大砲を撃たれてしまったらゲームオーバー。ノルマが0になる前に全ての大砲を破壊できればクリアで、クリアするとキングクルールが飛び跳ねてどこかに飛んでいく。

## ストーリー
ドンキーの家の真下にあるバナナ倉庫にはたくさんのバナナが貯蔵されている。ある日、ドンキーはその見張り役をディディーに任せるもその日に限って、悪名高いクレムリン軍が、前々から計画していたバナナ泥棒計画を実行に移す日であった。大量のクレムリン部隊に囲まれたディディーは、得意の横トンボ返りで応戦するも、大群であったがためについに捕らえられ、タルに入れられた挙句にジャングルの奥地に放り捨てられてしまった。
翌日ドンキーは、クランキーの大きな声で目を覚ます。そしてクランキーが指示するままにバナナ倉庫を見に行くと、バナナは全て盗まれていた。クレムリン軍の仕業であることを見抜いたドンキーはディディーを助け、バナナを取り返す冒険に出かけるのであった。

## キャラクター
作中の声はディディーを除き、全て開発スタッフのケヴィン・ベイリスが担当。

### 使用可能キャラクター
ドンキーコング
ゴリラ。赤いネクタイがトレードマークの自称「ジャングルの王者」（現在は正式なジャングルの王者となっている）で、バナナが大好物。
旧作『ドンキーコング』に登場していた初代ドンキーコング（現・クランキーコング）の孫で、祖父からその名を譲り受けた。現行のドンキーコングは彼のことを指し、続編やリメイクではネクタイに「DK」マークが入っている。ハンドスラップを始め、パワフルなアクションを得意とし、ドンキーでなければ倒せない敵が倒せる反面、機敏性には欠ける。
タルなどを持った際は頭上に掲げるため、離れたところに投擲しやすく上にいる敵などにも当てられる。一方で、投げる時は若干の隙が生じるのに加え、やや放物線状に飛んでいく。
ローリングアタックはでんぐり返り。待機ポーズはドラミングしながら、辺りに響き渡る大怒鳴りわめき声を出す。ボーナスチャレンジに成功すると拍手して指を上げた後、両手を組んで頭の上に挙げながら大喜びになるが、失敗すると手のひらで目を覆った後に首を振ってがっかりする。本作では敵にやられると頭を掻く。
後述するGBA版の隠しモード「ヒーローモード」ではプレイヤーとして登場せず、クランキーコングによると寝ているとのことだが、「ファンキーフィッシング」「キャンディーのダンススタジオ」では何事もなく参加している。
ディディーコング
クモザル。親友かつ相棒であるドンキーに憧れており、赤い服と帽子がトレードマーク。続編やリメイクでは服に星のマークが入っている。
攻撃力が低いため、ドンキーの踏み付けでは倒せてもディディーでは倒せない、もしくは特定の条件で（もう一度）踏み付けないと倒せない敵がいるが、スピードとジャンプなど身軽さを活かしたアクションを得意とし、機動力に長ける。タルなどを持った際は身体の前で抱えるため、当たり判定はほぼ手前になる。素早く直線的に投げるため目の前の標的に当てやすいが、離れたところに投げるにはジャンプしてから投げるなど工夫が必要になる。
ローリングアタックは横トンボ返り。待機ポーズでは帽子を取って頭を掻く。ボーナスチャレンジに成功すると帽子を高く上げてウインクし、キャッチして帽子を被るが、失敗すると怒って帽子を地面に投げた後、勢いよく踏みつけまくる。本作と続編では敵にやられると目を回し、頭を摩る。
GBA版では、達成度90%以上でクリアすると隠しモード「ヒーローモード」が遊べるようになる。黄色の服と帽子に身を包んだディディーだけでアドベンチャーモードをクリアしていくモードで、DKバレルだけでなくコンティニューバレルも出現しない。マップ上でスタートボタンを押して「ステータス」を選ぶと、ステージ名と入ったボーナスステージのみが表示され、他のモードとは異なりK・O・N・Gパネルの獲得状況は表示されない。

### コングファミリー
ドンキーとディディーを道中でサポートしてくれる猿の仲間たち。マップ上の拠点でコングたちが訪れるのを待っており、立ち寄ると下記の助力を得られる。
クランキーコング
ゴリラ。若い頃にマリオと戦った初代ドンキーコング当人である。本作からはこの年老いた姿で、ロッキングチェアに座っている。長老で物知りのため各種アドバイスを行なうが放っておくと長話をする癖がある。また、話の最中に怒りっぽい口調になったり、ドンキーたちに対して杖で数回叩くこともあるなど、やや短気な性格。
GBA版では、全てのステージのボーナスステージを発見してK・O・N・Gパネルを集めると、カメラの入手方法のヒントを教えてくれる。教えてくれるヒントはまだ入手していないカメラのヒントだけなので、全てカメラを集めると聞くことはできなくなる。
ファンキーコング
ゴリラ。ドンキーの親友であり、バンダナとサングラスを着用した陽気な性格。趣味はサーフィン。ファンキーバレル空港を経営しており、既にクリアしたレベルやステージに連れていってくれる。島の事情に詳しく、役立つ情報をくれることもある。
GBA版ではファンキーバレルとミニゲーム「ファンキーフィッシング」を選択できる。ファンキーフィッシングは達成率に関わるため、完全クリアを目指すなら挑戦必須。
キャンディーコング
メスのゴリラ。ドンキーとファンキーのガールフレンド。セーブバレルを用意しており、これまでのデータを記録してくれる。
GBC版『ドンキーコング2001』ではオートセーブ制なので、代わりに「キャンディーのチャレンジ」に挑戦することが可能。クリアすると特典つきのメダルが貰える。メダルを入手するともう挑戦できなくなる。GBA版ではミニゲーム「キャンディーのダンススタジオ」に挑戦できる。キャンディーのダンススタジオは達成率に関わるため、完全クリアを目指すなら挑戦必須。

#### アニマルフレンド
ランビ
サイ。踏みつけと鋭い角が武器で、前方なら敵が近づいて来ただけで自動的に倒すことができる他、マンキーコングが投げるタルを無効化することもできる。前方に攻撃判定があるため、通常ならタルが必要になる壁を直接壊してボーナスステージなどに行くことも可能。
エクスプレッソ
ダチョウ。足が速く、空中でゆっくりと下降するホバリングが可能。足が弱いため踏みつけはできず、攻撃手段がない。背が高いため足元にいる小さい敵を無視して通過可能。ただし無敵ではないため、下からぶつかるとダメージを受ける。
スコークス
オウム。コングたちの後ろをついてきて、暗い洞窟をライトで照らす。乗ることはできず攻撃もしない。「トーチライトトンネル」のみ登場する。
エンガード
カジキ。水中を速く平行に泳げるうえ、コングたちと異なり操作しなくても下降せずにその場に留まる。長い鼻で前方を攻撃可能。水中では唯一の攻撃手段となる。
ウィンキー
カエル。非常に高いハイジャンプが可能で、脚力が強いためランビ並に様々な敵を踏みつけで倒せる。ウィンキーに乗っている時のみ、ジンガーを踏みつけで倒せる。

### クレムリン軍団
ワニで構成された軍団。敵キャラクターの主力。
クリッター
軍団では最も格下。細身で二足歩行。ダメージを受けた時の声はウィンキーと同じである。色によって行動が異なり、緑や紫は歩行のみ・茶色はその場でステップを3回行った後に垂直ジャンプ・青は常にジャンプ移動・灰色や赤はステップしながら前進した後、ジャンプ移動・黄色や黒はひたすらジャンプ往復を行う。
GBC版『ドンキーコング2001』ではカラーリングがやや異なり、「クランキーのミニゲーム」でしか登場しない色も存在する。
クラップトラップ
通常のワニと同じ四足歩行。身体が小さいながら口が非常に大きく、ローリングアタックでは返り討ちに遭う。しかしGBA版では後ろからのローリングアタックで倒すことが可能。踏みつけで倒すのが安全だが、ハンドスラップで倒すことも可能。ステージによってはドラム缶から現れる。色によって行動が異なり歩行するだけ、歩行とこちらに合わせてジャンプを行う個体が存在する。
SFC版では青と紫色、GBA版では青と赤、GBC版『ドンキーコング2001』では青と金色が登場（後述の方がジャンプを行う個体）し、緑色は後述のダムドラムが出す個体とエンディングでしか登場しない。『2』に登場するクランポンの弟でもある。
ロッククロック
二足歩行で目が赤く光ったクレムリン。「ストップ&ゴーステーション」にのみ登場。高速で往復し、皮膚が非常に固くこちらの踏みつけを返り討ちにし、タルを投げつけてもすり抜ける。「ストップ・ゴーバレル」でストップさせると岩のように丸まり、動きを止められる。基本的に無敵だが、動きが止まっている時ならハンドスラップで倒せる。
SFC版のみ動いているときもローリングアタックをすると無傷ですり抜けられる。しかしGBC版『ドンキーコング2001』ではハンドスラップでも倒せない無敵と化している。
クランプ
太った体型のクレムリン。基本的に歩行しているだけだがヘルメットを装着しているため、体重の軽いディディーの踏みつけを無効化するが、それ以外の攻撃でなら何でも倒せる。
クラッシャ
筋骨隆々とした体格のクレムリン。ローリングアタックでは倒せず、踏みつけで倒すにはドンキーかアニマルフレンドでないと効かない。しかしタルを投げつけるならどちらのコングでも倒せる。『さいごのステップ』ではドンキーでも踏んでも倒せない強化版が登場する、こちらはタルを当てる以外は無効化、ダメージを受けた時の声はランビと同じである。
またSFC版ではハンドスラップで何度でもバナナを盗むことは可能。灰色と黒の強化版はジンガー同様、全ての直接攻撃を無効化する上、バナナも持っていない。タル投げ攻撃もしくはタル持ち踏みつけ攻撃（SFC版）で倒せる。GBC版『ドンキーコング2001』では強化版が灰色なのは共通だが、金色が基本カラーとなっている。
クラッシュ
「マインカートコースター」「マインカートコースター2」にのみ登場するトロッコに乗っているクリッター。コースを逆走しているが、行き場が無くなって立ち往生しているものもいる。トロッコごと踏むとダメージを受けるが、立ち往生している個体は直接踏めば倒してトロッコを横取りできる。

### 通常の敵

#### 地上
ノーティ
ビーバー。色によって大きく特徴が異なり、灰緑は歩行移動だけでどんな攻撃も通じる。ステージによってはドラム缶から現れる。茶色は巨大な石臼に入って石臼を回しており、石臼ごと体当りしてくる上に完全に無敵なので逃げるしかない。
GBC版『ドンキーコング2001』では灰緑の個体は青色で茶色の個体は真っ赤になっており、石臼に入っていたSFC版とは異なり、石臼の上に乗って転がしている（倒せないことに変わりはない）。GBA版でも灰緑の個体は青色みの灰色になっている。また石臼を回している個体との色の違いはなくなった。SFC版ではダメージを受けた時の声はディディーと同じ。
アーミー
アルマジロ。通常はどんな攻撃でも有効だが、近づくと身体を丸めて高速で転がりながら追跡してくる。回転中はローリングアタックをしても回転を解除するだけでダメージを与えられない。ただしドンキーで踏みつけるかタルでの攻撃なら回転中でも倒せる。
ステージによってはドラム缶から現れ、SFC版では回転がこちらの直接攻撃で解除されてもすかさず再回転してくる個体が登場することがある。ボス・ダムドラムが落とす個体は、延々転がり続けるため、危険度が高い。
SFC版とGBA版では転がる直前に少しだけ後方にホップする。GBC版『ドンキーコング2001』ではホップがなく、丸まってからその場でこちらに向かってくる。
スリッパー
蛇。どんな攻撃でも倒せる。ステージによってはドラム缶から現れたり、上から急降下してくる個体が存在する。また狭い隙間にも入ってくる。
マンキーコング
オランウータン。昔はコングファミリーだったが、クレムリン軍団に寝返った。倒すまではひたすらタルを投げてくる（タルはコングの直接攻撃では返り討ちに遭う）。後半になるにつれて2発目以降のタルを投げるまでの間隔が短くなってスピードも速くなる他、飛び越えたりした場合は方向転換してからタルを投げてくる。この敵のみ、ステージによっては倒した後に時々復活する。ドンキーなら1回の攻撃で倒せるが、SFC版のディディーでのみ2回の踏みつけ攻撃でないと倒せないことがある。
ドクロ缶
ドクロマークが描かれた缶。中から一定のペースで敵を排出する。1つの缶からは1種類のみの敵が出現する。缶自体には触れてもダメージを受けない。石油缶と違いタルで破壊可能。上に乗ると敵が出てこなくなる。
石油缶
「OIL」と書かれた缶。上部から炎が噴出しており、炎に触れるとダメージを受ける。TNTバレルで破壊可能。物によっては炎が一定間隔で消えることもあり、炎が消えている間は安全で足場としても活用できる。
スピナー
トゲ付きのタイヤ。常に回転しており、その場に留まっているのと移動するのもある。水中に出現する場合もあり、敵としては珍しく水陸両用。アニマルフレンドたちをも全て返り討ちにする上、全ての攻撃が無効で倒すことができず、ハンドスラップやタルを投げつけてもすり抜ける。
GBA版のボーナスゲームからプレイできる「ファンキーフィッシング」では、レベル16から出現。釣り上げても得点はなく、残り時間が減ってしまう。

#### 空中
ジンガー
蜂。空中を飛び、色によって挙動が異なる。橙は停止や左右移動・黄は上下移動・緑は半円状の往復・赤や黒は円状移動を行う。背中にトゲがあり全ての直接攻撃を無効化するどころか逆にダメージを受ける。タル投げやアニマルフレンドの攻撃であれば倒せる。眼球は発光するようで暗闇でも位置を識別できる。
GBC版『ドンキーコング2001』では全て黄色になっている。続編『2』にも本作の敵から唯一登場する。
ネッキー
ハゲワシ。どんな攻撃でも倒せる。空中を飛ぶタイプと、地上で動かずにココナッツを投げてくるタイプがいる。正面からぶつかるとダメージを受けるが、タル大砲でぶつかった場合はダメージを受けずに倒すことが可能。小型になった「ミニネッキー」も存在し、全ての個体が一定のタイミングでココナッツを吐く。

#### 水中
バイトサイズ
ピラニア。コングの動きに関係無く一方向に泳ぎ続ける。
GBC版『ドンキーコング2001』の「ファンキーフィッシング」では赤、緑、黄の3色が出現。GBA版のボーナスゲームからプレイできる「ファンキーフィッシング」では、アドベンチャーに登場する緑と赤色に加えて、赤、緑、黄、青、カラフルの6色が出現。カラフルは、色にかかわらず他のバイトサイズと一緒に釣り上げるとコンボになる。
クロクトパス
タコ。SFC版の取扱説明書曰く「殺人(?)タコ」。足を刃物のように回転させながら移動する。色によって挙動が異なり、紫は一定軌道の周回を続ける。青は普段は待機しており、こちらが通り過ぎるか近づくと一定ルートを一方通行で移動し、移動が終わると停止する。
GBC版『ドンキーコング2001』では青が登場せず、紫色が場所によって前述のどちらかの挙動を行う。GBA版のボーナスゲームからプレイできる「ファンキーフィッシング」では、レベル14から紫色が登場。またアドベンチャーでは登場しない青緑色が登場するほか、コンボを狙わずに1匹で釣り上げてもタイムが増加する。
チョンプス
緑色のサメ。水中を一直線か、往復しながら泳いでいる。GBA版のボーナスゲームからプレイできる「ファンキーフィッシング」では、レベル24と相当スコアを上げないと出現しない。
チョンプスJr.
小型のチョンプスで、色は青。特定の場所を往復している他、珊瑚の中からいきなり現れることもある。GBA版のボーナスゲームからプレイできる「ファンキーフィッシング」では、レベル12から登場。
クランボー
二枚貝。その場で動かず一定間隔で真珠を飛ばして攻撃してくる。殻が硬いため、エンガードでも倒すことは不可能。
スクイッジ
流線型のクラゲ。斜め方向やジグザグに泳ぐ。上昇して他の敵同様に壁をすり抜けるため、一度出会った個体が再度目の前に現れることもある。
GBA版の「ファンキーフィッシング」にも登場。ボーナスゲームからプレイした場合はレベル08から登場する。さらにアドベンチャーでは、制限時間内に50匹ものスクイッジを釣り上げるお題がファンキーから出される。

### ボス
各レベル最後のコースにいる。キングクルールを除き各レベルに必ずあるバナナの山の中がボスステージになっている。ボス名の表記は原作海外版、日本版の順。日本版で原作海外版のボスの正式名称が実際に表記されたのはSFC版エンディングのキャラクターパレードのみ。『GB』では倒すと自動的にセーブされる。
ベリーノーティ / ボスノーティ
レベル1のボス。緑色の大きなノーティ（GBA版では茶色）。画面中をひたすら飛び跳ねる。ローリングアタックは弾かれるが、踏みつけを繰り返すことで倒せる。踏みつける度にジャンプの距離が伸び、スピードが上がる。GBA版では踏みつける度に大ジャンプを行う。
マスターネッキー / ボスネッキー
レベル2のボス。巨大なピンク色のネッキー。画面の端から顔だけ出して巨大なココナッツを吐いてくる。ココナッツを出した直後に踏みつけを繰り返すことによって倒せる。GBA版では赤くなっている間はこちらの攻撃が効かない。
クイーンB / ボスクイーンB
レベル3のボス。大きなジンガーの女王蜂。ジンガー同様に直接攻撃は返り討ちにされるため、出現するタルを当ててダメージを与える。攻撃後は全身が赤くなってしばらく無敵になり、SFC版とGBC版『ドンキーコング2001』ではこの時上下に激しく動く。GBA版では赤くなっている間は周囲に配下のジンガーを出現させ、ジンガーを全滅させないと無敵状態が解除されない。
リアリーノーティ / いかりのボスノーティ
レベル4のボス。赤茶色の大きなノーティ（GBA版では緑）。踏みつける度に大ジャンプで襲ってくる（GBA版ではさらに氷柱を落とす）。大ジャンプをやめるまでこちらの攻撃は無効で、踏みつける度に大ジャンプの回数が増え、飛び跳ねる際の距離も伸びる。
ダムドラム / ボスダムドラム
レベル5のボス。大きなドラム缶の怪物。上空からのプレス攻撃と、雑魚敵（順番にクリッター、スリッパー、クラップトラップ、クランプ、アーミー）の排出を行なう。なおダムドラムが出す敵にはハンドスラップが通用しない。
踏みつけてもローリングアタックも通用しない。SFC版とGBC版『ドンキーコング2001』では、出てくる敵を全滅させると勝手に爆発して倒したことになる。敵を落とす→全滅させるとプレス、の繰り返しだが、敵を全滅させるたびに、プレス攻撃の回数が増え、スピードも上がる。
GBA版では、敵を倒した後にTNTバレルが出現し、それを当てて直接ダメージを与えることが可能。ダメージを与えない限り次の敵は出現させず、何度でも上から出現してプレスを繰り返す。最後のアーミーを倒した後に、TNTバレルを持ってぶつかるとお互いダメージを受けるが、その時相棒のコングがいなかった場合はこちらのミスとなり、クリアにならない。
マスターネッキーシニア / いかりのボスネッキー
レベル6のボス。巨大な紫のネッキー。踏みつける度に吐くココナッツが増える。GBA版では紫とピンクの2頭1組で襲ってくる。ココナッツを全て吐ききるまでこちらの攻撃は無効。
キング・ク・ルール / キングクルール
最終ボス。王冠を投げつけて攻撃してくる他、ダッシュ攻撃や、ステージの端から端までの大ジャンプ、地響きを起こして鉄球を落とすなど多彩な攻撃手段を持つ。弱点が踏みつけなのはこれまでの多くの敵と同じだが、頭に王冠があると踏みつけても返り討ちに遭う。ただしハンドスラップで何度でもバナナを盗むことは可能。死んだふりをして偽エンディングを流すといった大掛かりなだまし討ちも行なう。

## アイテム
通常はその場に見えておらず、特定の条件を満たした場合のみその場に出現する隠しアイテムも存在する。

### タル
投げつけるタイプ
地面に設置されており、持ち上げて投げることで敵を攻撃することができる。
普通のタル
ごく普通の一般的なタル。投げて攻撃したり隠し部屋を発見することが可能。名称は同じだが2種類存在し、少し性質が異なる。
作りの脆いものは転がらず、投げて敵や地形に当てるとその場で壊れる（GBA版では金属の部分が緑色に錆びているため、違いがわかりやすくなった）。新しいタルは投げると地面を転がっていき、障害物にぶつかるか見失うまで軌道上の敵を倒す。敵が使ってきた場合はタル投げや特定のアニマルフレンドの攻撃で破壊できるが、それ以外は触れるとダメージを受ける。
DKバレル
「DK」の文字が書かれており、タルながら動いている。普通のタルと同じように使えるが、転がらず敵や地形に当てるとその場で壊れる。パートナーがいない場合はタルから音が聞こえ、壊すとパートナーを助けることが可能。
空中に浮かんでいるタイプは後述の「触れるタイプ」に該当し、触れるだけで壊れる。続編およびGBC版『ドンキーコング2001』とGBA版では、既にパートナーがいる場合は空中に浮かんでいるタイプに接触しても壊れなくなった。ボスステージでは開始時にパートナーがいないと強制的に出現し、自動的に壊してパートナーを加えることになる。
TNTバレル
導火線があり「TNT」の文字が書かれている。普通のタルと同じように使えるが、転がらず敵や地形に当てるとその場で壊れる。壊れると爆風が広がり、周囲の敵を巻き込めるほか、頑丈な障害物も壊せる。また、一度持ち上げて地面に置くと一定時間後に爆発する。コングたちが爆発に巻き込まれることは無い。
鋼鉄製タンク
普通のタルと基本的に同じ使い方だが、投げても壊れず、壁に当たると跳ね返る。反射してきたタルはボタンを押すことでもう一度持って投げることが可能（GBC版『ドンキーコング2001』では再度持つことはできない）。上に飛び乗るとそのまま移動可能で、なおかつ無敵状態になる。反射してきたタルにぶつかってもコングたちがダメージを受けることはない。
触れるタイプ
主に空中に設置されており、持ったり投げたりはできず、触れるとその場で壊れ、なんらかの効果が出る。
コンティニューバレル
「☆」マークがたくさん描かれている。ミスした場合に壊した場所からスタートできる。
ストップ・ゴーバレル
通常は「GO」の文字が書かれている。触れても壊れずに一定時間だけ「STOP」に変わり、特定の敵の動きを停止させることができる。
オン・オフバレル
通常は「OFF」の文字が書かれている。触れても壊れず、一定時間だけ「ON」に変わり、暗いステージの照明が点灯する。
仕掛けタイプ
ステージ内の仕掛けとして用意されたもので、ほかの種類のタルより一回り大きいものが多い。
セーブバレル
SFC版でのみ登場。コンティニューバレルと同じ見た目。キャンディーコングの小屋にあり、入るとゲームデータをセーブできる。GBC版『ドンキーコング2001』とGBA版では上記通りセーブの方法が異なるためセーブバレルが登場せず、キャンディーコングの役割もSFC版とは異なっている。
タル大砲
コング自身が中に入って撃ち出される、人間大砲のような仕掛けの一種。詳細は後述。
ボーナスバレル
入るとボーナスステージに行けるタル。GBA版にのみ、赤い爆発マークに「Ｂ」の文字がある。タルに入ると特別な効果音が流れる。SFC版とGBC版『ドンキーコング2001』では下記の自動式大砲と見た目が一緒だったが、GBA版では見た目が違うためわかりやすくなった。
ワープバレル
入るとステージ内をワープできるタル。中には、特定のコングでなければ表示されない（使用できない）ものや、他のステージと外観が異なるワープバレルもある。
SFC版では、下記の自動式大砲と同じ見た目だった。GBC版『ドンキーコング2001』ではほとんどのワープバレルがなくなっている。GBA版にのみ、赤い爆発マークに「W」の文字があるが、実際に入るまで目視することはできない。タルに入るとボーナスバレルとは異なる特別な効果音が流れる。

#### タル大砲
コング自身が中に入って撃ち出される、人間大砲のような仕掛け。
手動式大砲
見た目は宙に浮いた普通のタルだが、発射方向の箍が白く塗装されている。発射はプレイヤーの任意で行われ、Bボタンを押すと発射される。発射距離は個体によって異なっており、横方向に発射されると、ある程度直進した後、弧を描くように落下する。
一定の向きで動かないタイプ、向きを保ったまま上下または左右あるいは斜め方向へ動くタイプ、その場で90度の範囲のみ動くタイプ、その場で360度回転するタイプ、360度回転しながら上下または左右に動くタイプの計5種類が存在する。動くタイプの動作速度は個体によって様々である。

自動式大砲
爆発マークが白く書いてある。入ると一定の方向へ勝手に発射される。発射後ほとんどのものは制御ができない。手動式に比べ発射距離が異様に長い個体が多い。一定の向きで動かないタイプ、その場で向きを45度変えるタイプ、その場で向きを90度変えるタイプ、その場で向きを180度変えるタイプの4種類がある。
画面外の空中へ高く飛ばしたり壁へ飛ばして激突した時に隠し通路が現れるなど、ボーナスステージへ行けるタルもある。このタルで隠し通路が現れるものを除き、SFC版とGBC版『ドンキーコング2001』ではタルの内部自体がボーナスステージとなった。続編およびGBA版では前述の通りこのタルは専用の外見のボーナスバレルに変わっている。

### その他
集めるタイプ
バナナ
ステージ内に落ちており、場合によっては道案内を兼ねる。100本でライフが1UP。束になっているものは原則的に10本セット。
緑バナナ/シール
GBC版『ドンキーコング2001』のみに登場。緑バナナの近くにはシールが埋まっており、ドンキーコングのハンドスラップで掘り出すことが可能。シールを入手するとスクラップブックに写真が追加され、周辺機器のポケットプリンタで印刷もできる。スクラップブックの写真は達成率に加算される。
効果は普通のバナナの束と変わらない。一度シール入手すると以降同じ場所には出現せず、緑バナナも普通のバナナの束になる。
ライフバルーン
1つ取るだけでライフが増える。赤は＋1、緑は＋2、青は＋3。一定時間後に空中へ飛び去ってしまうものもある。
K・O・N・Gパネル
ボスステージを除く全てのステージに、基本的に1枚ずつ計4枚あり、全て集めるとライフが1増える。GBA版では集めることで達成率に加算される。
アニマルトークン
黄金に輝くアニマルフレンドのトークン。スコークスのみ存在せず全4種。累積で3つ集めると、そのアニマルフレンドを操作してライフを大幅に増やすミニゲームに挑戦可能。ミニゲームに挑戦した後は、コンティニューバレルを壊している場合はその地点から、壊していない場合はステージの最初からの再開となる。
ミニトークン
小さいアニマルフレンドのトークン。アニマルトークンを集めるとプレイ可能なミニゲームで集めることになる。バナナ同様に100個あたりライフが1増えるほか、巨大トークンを取るとその時点までに集めた数が2倍になる。GBA版では、一定以上集めると後述のカメラを入手できる。
燃料タンク
「FUEL（燃料）」と書かれた缶。描かれている赤丸との同数だけ、トリックトラックリフト（後述）の燃料が増える。
カメラ
GBA版にのみ登場。名称通りカメラの見た目をしたアイテム。入手するとスクラップブックに写真が追加される。一度入手すると以降同じ場所には出現しない。
ステージの空中に存在するのが基本的で、入手すると現在の総数が表示されると同時に、シャッター音のような独特の効果音が鳴る。画面には見えない位置に存在していたり、さらにステージ中から取るのでなく、特定の条件を満たすと入手できるものや、特定の条件を満たすと効果音もなく勝手にスクラップブックに追加されるものもある。
仕掛けタイプ
アニマルコンテナ
アニマルフレンドが中にいる箱。踏みつけなどで攻撃すると壊すことができ、箱の絵に描いてあったアニマルフレンドに乗ることができる。
GBC版『ドンキーコング2001』では箱を踏むとコングが箱に入り、アニマルフレンドに変身する。スコークスのみ変身しない。
タイヤ
ジャンプ台。地面に半分埋まっていたり宙に浮いている場合はその場で使えるだけ。
転がせるタイプの場合は他の場所にも運べる。
ステップ
矢印の描かれた、板状の足場。コングが乗ると、描かれた矢印の方向に動き、一定時間後に落下する。
落とし穴
アイテムが埋まっており、高い場所から飛び降りると中からアイテムを掘り出せる。コング自身が穴に落ちることはない。

### 乗り物

#### ステージ内で登場する乗り物
トロッコ
乗り込むと自動的に前へ進んでいき、プレイヤーが取れる行動はジャンプのみ。トロッコごとジャンプするタイプと、トロッコから直接ジャンプできるタイプがあり、敵を踏めるのは後者のみ。クラッシュが乗っていたり、レール上で横転しているなど、障害物として登場することもある。
エレベーター
「エレベーターアンティクス」のみ登場。上下に動いており、1本のレールに何台も動いている。往復することはなく、どちらの方向に移動するかは場所によって固定されている。
トリックトラックリフト
ベルトコンベアーのようなリフトで、一度上に乗ると自動的に終点までレールに沿って移動していく。「トリックトラックリフト2」ではランプが点灯しており、燃料を補給し続けないと落下してしまう。
リフトに置いていかれたり、燃料切れで落下してしまい進めない状況に陥った場合は、SFC版とGBA版では操作しているコングのボーナス失敗リアクションと共にミスとなる。GBC版『ドンキーコング2001』では、置いていかれてもボーナス失敗リアクションをせず、落下してミスしたりマップに戻らない限りずっとその場に居続けることができる。

#### ファンキーコングのレンタル
ファンキーバレル
ジェット機がタルに埋め込まれているような見た目。ファンキーコングからレンタルしてもらえる飛行機。レベルやコースを自由に選択できる。しかし一度行ったことのある場所にしか行けず、これについてはファンキーコング曰く「ゲーム上の都合」とのこと。

## ステージ構成
舞台は、ドンキーコングアイランド。ドンキーたちコングファミリーが住む島でドンキーの顔に似る。【 】内は英語版での名称。ここではGBC版『ドンキーコング2001』も並列して取り扱う。
※印…SFC版の場合、ステージの地形にかかわらず共通したBGMとなる。

### レベル1「コンゴジャングル」
英語版では【KONGO JUNGLE】。最初のレベルのため難易度は低く、ジャングル内部なので全体を木々が取り囲んでいるのだが、洞窟や海といった多彩な地形や、タル大砲で空中を渡るコースなどトリッキーなステージも用意されている。なお、『ニンテンドウオールスター!大乱闘スマッシュブラザーズ』、『大乱闘スマッシュブラザーズDX』、『大乱闘スマッシュブラザーズ for Wii U』では、対戦ステージとして登場する。
1-1「バナナジャングル」【Jungle Hijinxs】（ジャングル）
最初のステージ。スタート地点にはドンキーの家もある。バナナ倉庫もあり、キングクルールを倒していると倉庫の内容が変わる。
ただクリアするだけなら簡単だが、全ての隠し部屋を発見してK・O・N・Gパネルを全て回収する場合は多くのアクションを使いこなす必要がある。またライフバルーンが大量に隠されており、ライフを集めるのに適している。昼間のジャングルだが、SFC版でのみゴール付近に差し掛かると夜になる。
1-2「ロープジャングル」【Ropey Rampage】（ジャングル）
ステージ名の通り、主にロープを使って進むことになる。ステージの大部分は雨が降っていてさらに夜間なので視界が悪い。GBC版『ドンキーコング2001』では空が暗いが雨はなく、GBA版では雨が降っているが空は明るい。SFC版では、バナナジャングルとは逆にゴール付近で夜が明けて天候が回復する。
1つ目のボーナスステージに入ると、コンティニューバレルを通り過ぎた先から再開するため、このボーナスステージに入るとコンティニューバレルを壊せなくなる。またこのステージにはNのパネルが2か所存在し、1つは1つ目のボーナスステージ内に、もう1つはコンティニューバレルよりも先のロープの間に存在する。1つ目のボーナスステージ後の再開地点はNのパネルがある2か所よりも先で、さらにその地点から後ろに戻ることはできないため、Nのパネルを2つ入手することはできない。
1-3「クレムリンのどうくつ」【Reptile Rumble】（洞窟）
最初の洞窟のステージ。クリッター、スリッパー、ジンガーが住み着いており、タイヤが大量に設置されている。
1-4「サンゴの海」【Coral Capers】（海）
最初の水中ステージ。海の敵がひととおり住み着いており、他にもエンガードが登場する・アイテムの眠る隠し通路があるなど、水中ステージの要素は簡単ながらひと通り組み込まれている。
1-5「タルたいほうの谷」【Barrel Cannon Canyon】（ジャングル）
タル大砲が登場。ステージ開始付近でこそただタル大砲に入るだけの初歩的な仕掛けだが、進んでいくと動くタル大砲をタイミングよく発射するなど、実践的になっていく。ジャングルといえど足場が非常に少なく、タル大砲を次々に使って大きな谷を越えていく。特定のタルに入ると大幅なショートカットができる。
1-ボス「ボスノーティ」【Very Gnawty's Lair】（ボスステージ）

### レベル2「モンキーマインズ」
英語版では【MONKEY MINES】。崖の上が舞台。大量の立て札や、廃坑や遺跡が存在する。
2-1「ウインキーのどうくつ」【Winky's Walkway】（鉱山）
足場が狭く、ウインキーを仲間にすることでしか行けない場所がある。無限に敵キャラクターを吐き出すドラム缶が初登場する。GBC版『ドンキーコング2001』とGBA版ではステージが長くなっている。それに伴い、コンティニューバレルの場所もSFC版と変わっている。
2-2「マインカートコースター」【Mine Cart Carnage】（廃坑※）
全編に渡り、一度乗るとノンストップで進むトロッコに乗って進む。水中ステージとボスステージを除けば隠し部屋が一切存在しない唯一のステージ。GBC版『ドンキーコング2001』ではハードの都合上画面の範囲が狭いため、難易度が高くなっている。SFC版とGBA版ではゴールまでワープできる場所がある。
2-3「クレムリンのどうくつ2」【Bouncy Bonanza】（洞窟）
今回はジャンプするタイプのクリッターや、ジンガーが住み着いている。途中でウインキーを仲間にできれば、後半の攻略が非常に有利になる。ステージ内は全体的に暗い。
2-4「ストップ&ゴーステーション」【Stop&Go Station】（廃坑）
多数のロッククロックが住み着いており、「ストップ・ゴーバレル」で制御しながら進む。ワープできる場所があり、GBC版『ドンキーコング2001』の数少ないワープできるステージ。さらに珍しくSFC版・GBC版『ドンキーコング2001』・GBA版全てで場所が共通する。
2-5「ノーティのいせき」【Millstone Mayhem】（遺跡）
ノーティやクリッターが住み着いた遺跡。至る所で石臼を動かすノーティが待ち構える。SFC版・GBA版でワープバレルの場所が異なる。
2-ボス「ボスネッキー」【Necky's Nuts】（ボスステージ）

### レベル3「もりのみさき」
英語版では【VINE VALLEY】。ジャングルとは別種の、大海に臨む森が舞台。マップ中央部に大きな橋があり、深部に存在する遺跡へと続いている。
3-1「ネッキーのもり」【Vulture Culture】（森）
その名の通りネッキーとミニネッキーが多く登場。ネッキーを踏みつけたりタル大砲を使って足場のない場所を進む。
3-2「もりのかくれが」【Tree Top Town】（隠れ家）
木の頂にある木製の小屋や足場。連続するタル大砲を使って木々の間を渡っていく。
3-3「ジンガーのもり」【Forest Frenzy】（森）
自動で移動するロープにつかまりながら、ジンガーの大群を上下移動で避けて進む。
3-4（GBA版 3-6）「ノーティのいせき2」【Temple Tempest】（遺跡）
石臼に乗ったノーティは空中で動かずにいるが、コングたちが下を通ると追いかけてくる。GBC版『ドンキーコング2001』では、「ノーティのいせき」と遺跡の色が異なっている。
3-5（GBA版 3-4）「うらぎりマンキーコングのもり」【Orang-Utan Gang】（ジャングル）
ジャングルではあるが、木々の間を張ったツタが主な足場になるため、寄り道できる足場が少なく、そんな中をマンキーコングたちが行く手を塞ぐ。ボーナスステージ・隠し部屋がゲーム中最多の5つあり、1回で全て網羅するにはエクスプレッソで行き来しなければならない。
3-6（GBA版 3-5）「クランボーの海」【Clam City】（海）
水中ステージの中でもクランボーが特に多く、飛び道具である真珠を避けるテクニックが問われる。
3-ボス「ボスクイーンB」【Bumble B Rumble】（ボスステージ）
GBA版では攻撃パターンが異なり、子分を全て倒す必要がある。

### レベル4「ホワイトマウンテン」
英語版では【GORILLA GLACIER】。雪山のため全体的に滑りやすく、足場が悪い。
4-1「ふぶきの谷」【Snow Barrel Blast】（雪山）
急斜面や谷底が多い雪山が舞台。途中から吹雪が吹き始めるため視界まで悪くなる。足場がない場所を連続タル大砲で抜けなければならない場所もあり、ステージがかなり長い。GBC版『ドンキーコング2001』では吹雪がない上タル大砲の回転が遅くなっている。
4-2「クリスタルトンネル」【Slipslide Ride】（氷）
唯一の氷ステージ。一面が凍りついた洞窟で、たくさんのクリスタルが生えている。ロープに色がついており、コンベアのように自動移動する。SFC版とGBC版『ドンキーコング2001』ではワープバレルがあり、さらにそのワープバレルの外観が背景とカモフラージュしている。GBC版『ドンキーコング2001』でのみ、ある場所の背景に「謎の牛」が存在している。
4-3（GBA版 4-4）「ふたたびふぶきの谷」【Ice Age Alley】（雪山）
足場の少ない谷の多い雪山だが、4-1とは逆に中盤を過ぎると吹雪が止む。ロープを使ったアクションが主体となる。
4-4（GBA版 4-3）「クロクトパスの海」【Croctopus Chase】（海）
多くのクロクトパスが待ち伏せし、ステージのほとんどで追われることになる。エンガードは終盤のゴール直前、しかも通行できる壁を通らないと仲間にできない。
4-5（GBA版 4-6）「トーチライト トンネル」【Torchlight Trouble】（洞窟）
真っ暗な洞窟。石油缶も多い。スタート地点にいるスコークスの助力を借りてライトで照らしながら進む。SFC版とGBA版では、スコークスはライトの範囲だけ明るくする。コングの向きに合わせてスコークスの向きも変わるため、激しいアクションを起こすとライトの方向が頻繁に変わる。GBC版『ドンキーコング2001』では画面全体が明るくなったため、広範囲が見やすい上に方向転換を気にしなくて良くなった。
4-6（GBA版 4-5）「もりのかくれが2」【Rope Bridge Rumble】（隠れ家）
木々の間を渡るために今回は動く足場を活用する。特に、動く足場とタイヤの組み合わせが多数登場する。ステージ全体にジンガーがいるため、序盤で仲間にできるウインキーを終盤まで持ち越せると非常に有利に攻略できる。
4-ボス「いかりのボスノーティ」【Really Gnawty's Rampage】（ボスステージ）
GBA版は攻撃パターンと色が異なり、地震で柱を落とす。

### レベル5「カントリーファクトリー」
英語版では【KREMKROC INDUSTRIES INC.】。日本版ではクレムリン軍の、英語版ではクレムクロック社の巨大な工場地帯。人工的な仕掛けが多い。
5-1「オイルこうじょう」【Oil Drum Alley】（工場）
危険な石油缶がトラップとして多数登場する。火が消えた石油缶を渡らなければならない場所もある。全ステージで唯一、ボーナスステージの中にボーナスステージが存在する。
5-2「トリックトラックリフト」【Trick Track Trek】（鉱山）
一定のルートを通るリフトに乗って進んでいく。狭いリフトをめがけてネッキーやミニネッキーがココナッツを吐いてくる。
5-3（GBA版 5-4）「エレベーターアンティクス」【Elevator Antics】（洞窟）
前半では、ロープを渡って狭い通路を通過していく。後半では、ステージ名のエレベーターが登場。
5-4（GBA版 5-3）「ヘドロのみずうみ」【Poison Pond】（海）
ヘドロで汚染され緑色に濁っているため、視界が悪い水中となっている。スピナーが非常に多く、出会い頭でもぶつかりやすい。
5-5（GBA版 5-6）「マインカートコースター2」【Mine Cart Madness】（鉱山※）
トロッコに乗って進む。今回のトロッコはコングたちだけがジャンプする仕様であり、敵を倒したりトロッコを乗り換える場面もある。
5-6（GBA版 5-5）「オンボロこうじょう」【Blackout Basement】（工場）
ステージ構成は単純だが、ステージ名通り電気供給が不安定らしく、一定時間ごとに電気が消える。SFC版とGBA版では、消灯中はコングとアイテム以外のほとんどが見えなくなる。一方GBC版『ドンキーコング2001』では画面が少し暗くなるだけなので、暗くなってもほとんど問題なく進行できる。
5-ボス「ボスダムドラム」【Boss Dumb Drum】（ボスステージ）
GBA版では出現する火薬(TNTバレル)を当てなければならない。

### レベル6「やみのいりえ」
英語版では【CHIMP CAVERNS】。日の当たらない入江であり、多数の鉱山を中心に文明を感じさせる地域。
6-1「トリックトラックリフト2」【Tanked Up Trouble】（鉱山）
5-2同様リフトに乗って進むのだが、燃料制限があり、燃料切れになると落下してしまうため補充しながら進むことになる。SFC版とGBA版では途中でリフトが落下して足場にとり残された場合は強制的にミスになる。GBC版『ドンキーコング2001』では足場にとり残されてもミスにならないが進行不能となる。
6-2「あばれスピナーのがけ」【Manic Mincers】（洞窟）
ステージの至る所でスピナーが動き回っている。序盤でランビを仲間にできるが、その挙動性能ゆえにスピナーとの接触ミスを起こしやすい。SFC版ではランビのアニマルコンテナの先には高い所にスピナーがあるだけだが、GBC版『ドンキーコング2001』とGBA版ではその低い所にもスピナーがある。
6-3「どくガストンネル」【Misty Mine】（廃坑）
霧が発生しており視界は悪い。ノーティやスリッパーを出すドクロ缶が多く存在し、敵の数が非常に多い。道中にK・O・N・Gパネルが配置されていないが、あるボーナスステージに全てまとめて存在する。
6-4（GBC版）「クレムリンのどうくつ3」【Necky's Nutmare】（洞窟）
GBC版『ドンキーコング2001』のみに登場。灰色のクラッシャが多数登場。アーミーが無限に出現するドクロ缶もある。ネッキーとミニネッキーが画面端もしくは画面外からココナッツを吐いてくる他、狭い通路を移動している所をめがけてミニネッキーがココナッツを吐いてくる。
6-4（GBC版 6-5）「やみのスイッチトンネル」【Loopy Lights】（廃坑）
真っ暗な廃鉱。「オン・オフバレル」で照明を点灯させ続けて進む。
6-5（GBC版 6-6）「さいごのステップ」【Platform Perils】（鉱山）
乗ると一定時間後に落下するステップを次々と乗り継いでいく。灰色のクラッシャが多数待ち構えており、ステップ上ではタルを一発で命中させなければほぼミス確定になる。
6-ボス「いかりのボスネッキー」【Necky's Revenge】（ボスステージ）
GBA版ではボスネッキー2羽倒さないといけない。

### ラストレベル「キングクルールのふね」
英語版は【Gang-Plank Galleon】。ガレオン船上でキングクルールと戦うステージのみ。全体マップから直接入り、クリアする毎に自動的にセーブされる。
各コースは、その特徴によって以下のように分けられ、それぞれのイメージに合ったBGMも作られている。[w]印はデビッド・ワイズ、[f]印はイーブリン・フィッシャー (en)によるもの。『ドンキーコング2001』では『スーパードンキーコングGB』のBGMが多数流用されている。
DK Island Swing[w]（ジャングル）
レベル1・3に登場。ジャングルというだけあって、植物が生い茂っている。天候の変化が激しい。ドンキーたちのホームグラウンドだが、クレムリンや様々な敵がうろついている。大きな谷がある場合も。
Cave Dweller Concert[w]（洞窟）
レベル1・2・4・5・6に登場。岩で出来た天然の洞窟。クレムリンが住み着いている。切り立った壁や階段状の地形が多い。
Aquatic Ambiance[w]（海）
レベル1・3・4・5に登場。珊瑚礁で囲まれた海の中を泳いでいく。水中では攻撃手段がなく、基本的にエンガードがいなければ敵が倒せない。コースによって、ヘドロで汚れていたり、雪山では寒冷地を思わせる色合いだったりする。このタイプのステージにはボーナスステージは存在しないが、通行できる壁が存在する。
Life In The Mines[w]（鉱山）
レベル2・5・6に登場。上下にとても広い洞窟。足場はパイプで組まれた簡素なものだけで、妙なリフトや板に乗って進まなければならない場所もある。
Mine Cart Madness[w]（コースター）
レベル2・5に登場。地形とは関係なく、マインカートコースターのコースで使用される。GBC版『ドンキーコング2001』では、廃坑ステージのBGMになっている。
Misty Menace[w]（廃坑）
レベル2・6に登場。壁が木で補強されていたり、明かりのためのランプがかかっている人工的な洞窟。洞窟内の至る所に採掘用の道具などが置かれている。真っ暗な洞窟もある。
Voices Of The Temple[f]（遺跡）
レベル2・3に登場。かつて栄えていた文明の存在をうかがえる建築物の中を進む。あちこちに柱が立っている。立派な神殿のような建物も、今ではノーティたちの住処になっている。
Forest Frenzy[f]（森）
レベル3に登場。ロープや木の上をつたって移動する所が多い森林地帯。ジャングルと同様、辺り一面に植物が生息しているため、やや薄暗い。ジンガーやネッキーが多い。
Treetop Rock[f]（隠れ家）
レベル3・4に登場。誰が作ったか不明だが、木製の小屋や足場がある森の頂上。木で組まれた足場を使って木から木へと渡っていく。足場上には様々な道具や、小屋のようなものがある。
Northern Hemispheres[f]（雪山）
レベル4に登場。雪に覆われており急斜面が多く、滑るために移動しにくい。雪山にもかかわらずジンガーやネッキーがいるコースもある。吹雪いていない時は、背景に連なる山々の景色が見える。『ドンキーコングGB』ではSFC版のアレンジBGMとなっているがGBC版『ドンキーコング2001』では、SFC版の氷ステージのBGMになっている。
Ice Cave Chant[f]（氷）
4-2のみ登場。凍りついており、至る所にクリスタルが生えている洞窟。コンベア状に自動で上下するロープがたくさん設置されている。GBC版『ドンキーコング2001』でのレベル4と5での「キャンディーのチャレンジ」では、このステージが背景になっている。また、BGMが異なり『ドンキーコングGB』の海底遺跡のBGMが流用されている。
Fear Factory[w]（工場）
レベル5に登場。大自然に覆われた地形の多い島の中では異彩を放つ、近代的な工場。何を作っているのか不明だが、石油缶が大量に置いてある。電気が点いたり消えたりするオンボロ工場もある。
Bad Boss Boogie（ボスステージ）
ラストレベルを除く全てのレベルに登場。背景には大量のバナナが置かれている。地形自体は平坦で、一部のコースにタイヤがある以外は仕掛けもない。
Gang-Plank Galleon[w]（海賊船）
ラストレベルに登場。船のデッキが舞台。キングクルール戦専用で、外見は木製だがキングクルールの大ジャンプや鉄球の落下に耐えられる頑丈な作り。『ドンキーコング2001』でのBGMは『ドンキーコングGB』の海賊船でSFC版のBGMをアレンジしたBGMに変更されている。

## 移植版
| No. | タイトル                                                       | 発売日                                                                 | 対応機種                                  | 開発元 | 発売元 | メディア                              | 型式                                     | 備考                       |
| --- | -------------------------------------------------------------- | ---------------------------------------------------------------------- | ----------------------------------------- | ------ | ------ | ------------------------------------- | ---------------------------------------- | -------------------------- |
| 1   | スーパードンキーコング                                         | 1997年9月30日                                                          | スーパーファミコン （ニンテンドウパワー） | レア   | 任天堂 | フラッシュロムカセット                | -                                        |                            |
| 2   | Donkey Kong Country ドンキーコング2001                         | 2000年11月4日 2000年11月17日 2001年1月21日                             | ゲームボーイカラー                        | レア   | 任天堂 | 32メガビットロムカセット              | CGB-BDDJ                                 | リメイク版 売上： 219万本  |
| 3   | Donkey Kong Country スーパードンキーコング                     | 2003年6月6日 2003年6月9日 2003年12月12日                               | ゲームボーイアドバンス                    | レア   | 任天堂 | ロムカセット                          | AGB-A5NP-EUR AGB-A5NE-USA AGB-P-A5NJ-JPN | 売上： 約25万本 182万本    |
| 4   | Donkey Kong Country スーパードンキーコング Donkey Kong Country | 2006年12月7日 2006年12月8日 2006年12月12日 2007年2月19日 2008年5月26日 | Wii                                       | レア   | 任天堂 | ダウンロード （バーチャルコンソール） | -                                        | スーパーファミコン版の移植 |
| 5   | Donkey Kong Country スーパードンキーコング Donkey Kong Country | 2014年10月16日 2014年11月26日 2015年2月26日                            | Wii U                                     | レア   | 任天堂 | ダウンロード （バーチャルコンソール） | -                                        | スーパーファミコン版の移植 |
| 6   | スーパードンキーコング Donkey Kong Country                     | 2016年3月4日 2016年3月24日                                             | Newニンテンドー3DS                        | レア   | 任天堂 | ダウンロード （バーチャルコンソール） | -                                        | スーパーファミコン版の移植 |
| 7   | ニンテンドークラシックミニ スーパーファミコン                  | 2017年9月29日 2017年10月5日                                            | -                                         | 任天堂 | 任天堂 | 内蔵ソフト                            | -                                        | スーパーファミコン版の移植 |
| 8   | スーパーファミコン Nintendo Classics                           | 2020年7月15日                                                          | Nintendo Switch                           | 任天堂 | 任天堂 | ダウンロード                          | -                                        | スーパーファミコン版の移植 |

SFC版とGBA版の違い
- KONGパネルの仕様変更。続編同様に、サイズが大きくなり回転している。
- ライフバルーンが浮き上がるスピードが色ごとに違い、上位のものほど速い。
- 鋼鉄製タンクの上に乗っているとき、地面に埋まっているアイテムが出てこなくなった。
- ボイスや一部の効果音が変わっている。
- ステージ名やメッセージで漢字が一切使用されなくなった。
- コースをゴールしたキャラクターの顔アイコンを変えることが可能。
- ボーナスステージに行くことのできるタル大砲は「B」の文字が入ったボーナスバレルとなり、続編と統一された。またボーナスステージに入る前に内容が表示されるようになった。
- ショートカットをするとショートカット専用のコースが追加された。
- トークンボーナスステージの変更点
  - ボーナスステージ内でトークンボーナスステージが始まると、スタートかコンティニューバレルまで戻るようになった。
  - タイムの減少ペースが統一された。
- 日本版ではポーズ中にPAUSEと表示されていて、背景に地図が映っていたが、海外版ではPAUSEからPAUSEDに変更され、背景に映っていた地図が無くなった（なお、日本版も続編ではポーズ中にPAUSEDと表示され、背景に地図が映っていない）。
- ボスを倒した後クランキーが現れる。
- エンディングがキングクルールの船で行われる。また、そこでコングファミリー同士やクルールとの会話がある。

## スタッフ
- ヘッド・プログラマー：クリス・サザーランド（英語版）
- テクニカル・プログラマー：ブレンダン・ガン
- アディショナル・プログラミング：マーク・ウィルソン
- アンシラリー・ソフトウェア：クリス・スタンパー、クリス・ティルストン、マーク・ベタリッジ、オリバー・ノートン、M.マクリーン
- キャラクター：スティーヴ・メイルズ（英語版）、ケヴィン・ベイリス（英語版）
- オブジェクト：マーク・スティーヴンソン
- アディショナル・バックグラウンド：エイドリアン・スミス
- グラフィックス・マニピュレーション：クリス・ペール
- アディショナル・グラフィックス：ニール・クルック
- ミュージック、サウンド：デヴィッド・ワイズ、イーブリン・フィッシャー、ロビン・ビーンランド（英語版）
- ゲーム・テスティング：ヒュー・ワード、ゲイリー・リチャーズ、ジョー・スタンパー・ジュニア、ジョン・ヘイスティ、ヘンリー・C・ステルキ、アイザック・マーシャル、リチャード・S・リチャードソン、アーモンド・ウィリアムス、トニー・ハーマン・ジュニア
- アディショナル・テスティング：スコット・ホッホバーグ、アイリーン・ホッホバーグ、S.オースティン
- マニュアル、テキスト：ダニエル・オーセン
- スケジューリング：サイモン・ファーマー
- サポート：トム・クリステンセン、スコット・スティンソン、ヒロ・タナカ、クリス・スタンパー、ルイーズ・スタンパー
- ハードウェア：ピート・コックス、ジェリー・ロゴスキー
- スペシャル・サンクス：山内溥、荒川實、竹田玄洋、ジョエル・ホッホバーグ、A.ハーマン、ケン・ロブ
- ソフトウェア・システム：エイリアス、任天堂、レアACM、レア・システムズ
- ハードウェア・システム：シリコン・グラフィックス、レア・システムズ
- アディショナル・サポート：山城重喜、田邊賢輔、菱田達也
- オリジナル『ドンキーコング』クリエイター：宮本茂
- ゲーム・デザイン：グレッグ・メイレス（英語版）
- ゲーム・ディレクター：ティム・スタンパー
- プロデューサー：レア

## 評価
スーパーファミコン版
ゲーム誌『ファミコン通信』の「クロスレビュー」では、7・8・8・8の合計31点（満40点）でシルバー殿堂入りを獲得、『ファミリーコンピュータMagazine』の読者投票による「ゲーム通信簿」での評価は以下の通り24.7点（満30点）。
| 項目 | キャラクタ | 音楽 | お買得度 | 操作性 | 熱中度 | オリジナリティ | 総合 |
| 得点 | 4.6        | 4.1  | 4.0      | 3.9    | 4.1    | 4.1            | 24.7 |

## 関連商品
- 1995年3月 スーパードンキーコングシェーキ（ロッテリア）
- 1995年12月 スーパードンキーコング2シェーキ（ロッテリア）

### 海賊版
海賊版として『スーパードンキーコング'99』が中国で発売されていた（発売年月日は1998年）。ハードウェアはメガドライブであり、プレイヤーの操作キャラクターはドンキーのみで、攻撃もジャンプのみ。登場するコースは『スーパードンキーコング1』『2』『3』がアレンジされて使用されており、敵キャラクターも3作品混じって登場する。この海賊版ゲームは他作品のBGMも使われており、さらにコンティニューシステムも導入されている。しかし、コンティニューして一定距離進むとフリーズしてしまう。他にも地形をすり抜ける、着地判定がおかしいなどバグが多く、完成度は極めて低い。
また、ファミリーコンピュータ用に移植された海賊版として『スーパードンキーコング1（香蕉船を含む）』『2』『4（タイトルは日本国外のものを採用）』『The Panda PrinceおよびSuper Lion King 2（スーパードンキーコングに登場するプレイヤーキャラクターをパンダ（ライオン）に差し替えて、ファミリーコンピュータ用のソフトとして移植されたもの）』も中国、台湾、タイなどで存在している。

## スーパードンキーコングGB
『スーパードンキーコングGB』（SUPER DONKEY KONG GB）は、『スーパードンキーコング』をベースに、新たな仕掛けなどを登場させた、物語上は外伝のような位置づけにあたる続編。日本国外版のタイトルは『Donkey Kong Land』だが、日本では本作の続編にあたる作品が『ドンキーコングランド』のタイトルで発売されている。カートリッジはバナナのような黄色が用いられており、CMのキャッチコピーでも触れられている。
濃淡を巧みに利用した白黒のグラフィックは評価が高いが、画面の横幅が狭いためダイナミックな移動をしようとするといきなり敵に衝突するなど総じて遊びにくい。

### ゲーム内容

#### 本作のみの地形
『スーパードンキーコング』には登場していない新たな地形が数種類登場している。
海賊船
本作では通常のコースになっており、デッキやマストを進んでいく。下から上へと登っていくコースもある。
大都会
ビルの合間や空中を浮かぶ風船などを渡っていく。他にも、自動で上下するロープや石油缶などがいたるところに仕掛けられている。
工事現場
工事中のビルを進んでいく。タル大砲による移動がメインとなる。タル大砲の向きを自分で操作することのできるスイッチなどがある。
海底遺跡
海に沈んでしまった遺跡。他の水中コースと比べると狭いので敵の攻撃を避けにくい。
空中
雲の上やリフトを渡っていく。非常に足場が狭く、一度踏むと消える足場があったり、移動リフトが極端に狭いなどの理由で、総じて難しい。
岩山
険しい岩山を登っていく。上から岩が落ちてくることも。足場も悪く、ランビに乗るとジャンプ力の無さが原因でかえって仇になることもある。
飛行船
バルーンには「DK」の文字が入っている。直線的な地形が多い。ロープやタル大砲による移動がメイン。K・O・N・Gパネルが本来の用途ではなく足場として機能することもある。

#### 『スーパードンキーコング』からの変更点
- クリア方法が「渦巻きが描かれたパネルに飛び込む」ため、コースによっては出口が複数用意されている。
- マップでのコース表示は、字幕や顔アイコンではなく円盤状になり、クリア済のコース入口が光るようになっている。完全クリアの証である「!」マークは円盤の横に表示される。
- レベルの数は4つと少ない代わりに1レベルあたり7-9コースが用意されているほか、一部に分岐がありいくつかのコースには入らなくても進めることが可能。
- コングファミリーはドンキーとディディーのみ。ただし説明書のみ、クランキーも登場している（後述）。
- 本作ではセーブバレルが出てこない。セーブ方法は、各コースにて「K・O・N・G」のパネル（後述）を4枚揃えてクリアする、あるいは各レベルのボスを倒す[26][27][注釈 5]。
- 全体マップがなく、レベル間を直接移動できる。一方ファンキーバレルが出ないため、離れたレベルに移動したい場合はその間のレベルを全て通ることになる。
- アニマルフレンドは、ランビとエクスプレッソのみ。ダメージを受けてもその場で降ろされるだけで済み、アニマルフレンド自体はその場で停止するのみ。アニマルフレンドの持ち越しがメインステージ⇔ボーナスステージ間も不可能。
- 落とし穴から発掘できるものが、ロープになっている。発掘すると上昇して上空に消えるが、掴まっているとボーナスステージに入れる。

### 本作のみのアイテム
集めるタイプ
コングトークン
特定のボーナスステージで使用できる。例外的に、入手時にも持っている数が表示されず、対応ボーナスステージにてのみ所持数が表示される。集めた数だけキャッチゲームに挑戦可能で、キャッチするたびに残機が1増える。使用せずにボーナスステージを出ることは自由に可能。
仕掛けタイプ
コンティニュー・ポイント
『GB』でコンティニューバレルの代わりに登場するパネル。「☆」マークがたくさん描かれており、触れるとサムズアップのマークに変わる。長いコースなどには複数あることがあり、その場合は最後に触れたポイントからの再開となる。
ボムバレル
TNTバレルとは無関係で、黒い爆弾が上に乗っている。ゴール地点が機能停止しているコースにあり、触れるとゴールが起動して入れるようになる。また、爆弾を1度に1個だけ持ち出すことができ、マップ上を塞ぐ岩を破壊できる。爆弾は同じコースで何度でも手に入る。
壺
ドクロ缶とほとんど同じだが、中には転がってくるものもある。転がってきた場合、回転中は触れるとダメージを受ける。壁にぶつかると回転が停止して、敵の排出を開始する。タルで破壊可能。
ゴール
渦巻きの模様のパネルで、飛び込むとコースクリア。渦巻きが停止しているものは起動しておらず入れないため、ボムバレルを手に入れて起動させる必要がある。
雲
足場になるが、一度乗ると崩れてしまう。
矢印トリックトラックリフト
背景が網目になっている範囲であれば、上下左右を自由に移動できるリフト。方向転換はジャンプしてリフトに着地する度に90°ずつ行われる。

### ストーリー
キングクルールを撃退したドンキーとディディーだったが、クランキーからの説教は相変わらずだった。そしてクランキーは「『スーパードンキーコング』での華々しい活躍は（当時としては）高いレベルのCGによる演出だったのではないか? 果たして、モノクロで8ビットのゲームボーイでも面白い冒険を繰り広げられるのか」と問う。これに対して当然であると答えたドンキーとディディーだったが、クランキーの誘導尋問だった。最初からクルールと結託し、クレムリン軍団と相談してバナナを奪わせ、ドンキーたちに挑戦状を叩きつけるつもりだったのである。

### ステージ構成
ボス戦の曲は、NINTENDO 64ソフト『ブラストドーザー』でもアレンジされて使われている。

#### レベル1「海賊船がやってきた!」
英語版は【Gangplank Galleon Ahoy!】。
1-1「ランビ・ジャングル」【Jungle Jaunt】（ジャングル）
最初のコースであり、ランビにも出会える。ボーナスステージは最初から割と多彩。
1-2「吹雪の山」【Freezing Fun】（雪山）
雪山だけあって地面が滑るが、地形は平坦なので地面に足をとられなければ難しくは無い。
1-3「ロープ・ジャングル1」【Simian Swing】（ジャングル）
ロープを活用して進むことになるジャングル。
1-4「海賊船1」【Deck Trek】（海賊船）
かなり広い海賊船が舞台。網の目状に張られたロープがシリーズ初登場となる。BGMはスーパーファミコン版のキングクルール戦のアレンジ、ボムバレルがないとゴールできない。
1-5「タイヤ・ジャングル」【Tire Trail】（ジャングル）
地面に埋まっているタイヤが非常に多い。
1-6「ロープの谷」【Rope Ravine】（雪山）
ロープを使って谷を越えながら進むことになる雪山。
1-7「海賊船2」【Riggin' Rumble】（海賊船）
足場の悪い海賊船。
1-8「ロープ・ジャングル2」【Congo Carnage】（ジャングル）
ロープを使って谷を越えながら進むジャングル。足場が狭い。
1-9「雪山のタル置場」【Arctic Barrel Arsenal】（雪山）
多くのタルが置かれた雪山、隠しゴールがある。
1-10（BOSS1）「ボス：ワイルド・スティング」【Boss：Wild Sting Fling】（海賊船）

#### レベル2「巨大遺跡」
英語版は【Kremlantis】。水中コースが集中している、水中コースにはボーナスステージは存在しない。
2-1「クリッターの遺跡」【Tricky Temple】（遺跡）
クリッターがたむろする広大な遺跡。
2-2「海底遺跡1」【Kremlantis Kaos】（海底遺跡）
初めての海底遺跡。
2-3「サンゴの海」【Reef Rampage】（海）
構造が海底遺跡より複雑で隠し通路も多い。
2-4「スリッパーの遺跡」【Snake Charmer's Challenge】（遺跡）
壺が登場し多くのスリッパーが登場する遺跡、ボムバレルがないとゴールできない。
2-5「海底遺跡2」【Chomp's Coliseum】（海底遺跡）
最初の海底遺跡よりも、敵が厄介な場所に配置されている、ボムバレルがないとゴールできない。
2-6「ノーチラスの追跡」【Nautilus Chase】（海）
あちらこちらに待ち構えるノーチラスが追いかけてくる、緊張感のあるコース。
2-7「トルネードの遺跡」【Swirlwind Storm】（遺跡）
小型の竜巻トルネードが登場する。上に乗って足場にする場面が多く、活用する必要がある。
2-8（BOSS2）「ボス：クランボー」【Boss：Seabed Showdown】（海底遺跡）

#### レベル3「モンキー・マウンテン」
英語版は【Monkey Mountain and Chimpanzee Clouds】。洞窟内と、足場のほとんど無い空中が舞台。
3-1「ふもとの洞窟」【Pot Hole Panic】（洞窟）
最初の洞窟コース。
3-2「モンキー・マウンテン1」【Mountain Mayhem】（岩山）
最初の岩山コース。足場が狭い場所が多い。
3-3「リフト・アタック」【Track Attack】（空中）
空中をトリックトラックリフトで進む。
3-4「スピナーの洞窟」【Spiky Tire Trail】（洞窟）
スピナーが多く配置されている洞窟。
3-5「空中迷路」【Sky High Caper】（空中）
一定の範囲内なら自由に動かせる新型のトリックトラックリフトを使って進む。スタート地点の真下に降りるとゴールできるのはバグではなく、単にゴールが設置されているためである。
3-6「モンキー・マウンテン2」【Landslide Leap】（岩山）
より足場の悪くなった岩山。落石が頻繁に行く手を塞ぐ。このコースに限り、ゴールの渦巻きが逆になっている。
3-7「スカイ・ハイ」【Collapsing Clouds】（空中）
一度乗ると消えてしまう雲の足場が多く登場するがそれ以外は平坦。エクスプレッソが登場する。
3-8（BOSS3）「ボス：ハードハット」【Boss：Mad Mole Holes】（洞窟）

#### レベル4「大都会」
英語版は【Big Ape City】。ドンキーが活躍することに憧れていたイメージの都市。
4-1「バルーン・リフト」【Balloon Barrage】（大都会）
上下に移動する風船のリフトを乗り継いで、高層ビルの間を渡っていく。
4-2「飛行船1」【Kong Krazy】（飛行船）
K・O・N・Gパネルを取った状態でスイッチを押すと、そのパネルが足場になる。
4-3「工事現場」【Construction Site Fight】（工事現場）
高層ビルの鉄骨の上を進んでいく。しかし完成したビルが並ぶ大都会系のコースよりも足場は広い。
4-4「飛行船2」【Fast Barrel Blast】（飛行船）
足場の非常に少ない飛行船の中を、タル大砲を乗り継いで進む。
4-5「ビル・クライム」【Skyscraper Caper】（大都会）
上下に移動するロープを使って高層ビルを登る。スタート地点の真下に降りるとゴールできるのはバグではなく、単にゴールが設置されているためである。
4-6「ボタンバレル」【Button Barrel Blast】（工事現場）
タル大砲を乗り継いで進む。スイッチを押すことによりタル大砲の方向転換を自分でできる。
4-7「オイル缶スラム」【Oil Drum Slum】（大都会）
火の付いた危険なオイル缶が行く手を阻む。
4-8（BOSS4）「ボス：キングクルール」【Boss：K. Rool's Kingdom】（飛行船）
ラストステージ。他のボスステージと異なり、耐久力が高くクリアしても束バナナ3つはもらえずそのままエンディングに移り自動でセーブされる。

### 本作のみの敵キャラクター

#### 通常の敵
トルネード
竜巻状で、上から乗ると高くジャンプできる。ローリングアタックでは弾かれ、そのまま横から近づくとダメージを受ける。無敵のため倒せない。
フライングピッグ
背中に羽の生えた豚で、空中を飛び回る。
フラッパー
二枚貝で、コングを待ち伏せており、近づくと急降下した後にゆっくりと元の高さまで上昇、を繰り返す。
ノーチラス
オウムガイ。コングを待ち伏せており、近づくと追ってくる。行動範囲が決まっており、範囲を外れると停止して以後は動かない。
ファングフィッシュ
体の大きな魚でゆっくり海中を泳いでいる。時折上下に大きく動くことがある。
グループ
三角形の魚。その名の通り群れでいることが多く、ゆっくり平行に泳ぐ。

#### ボス
ボスワイルドスティング
エイだが、空中を飛び回り、踏むたびに高速になる。ローリングアタックは弾かれる。
ボスクランボー
大きなクランボー。真珠を飛ばしてくるが、端に別の貝が出現し、これに当てると真珠を跳ね返して逆にダメージを与えられる。
ボスハードハット
モグラで、地面から現れてはヘルメットを投げてくる。ヘルメットをかぶっているときは無敵だが、ヘルメットがないと単純な体当たりでさえダメージを与えられる。
ボスキングクルール
ラストボス。SFC版と攻撃パターンは異なり、主に体当たりや王冠を投げてくる。王冠がない状態で踏むとダメージを与えることができる。体力が少なくなるとジャンプでかわしたり、動きが高速になる。なお、SFC版にあった偽クレジットや騙し討ちなどはない。

### 移植版
| No. | タイトル                                  | 発売日                                    | 対応機種                            | 開発元 | 発売元 | メディア                              | 型式 | 備考 |
| --- | ----------------------------------------- | ----------------------------------------- | ----------------------------------- | ------ | ------ | ------------------------------------- | ---- | ---- |
| 1   | スーパードンキーコングGB                  | 2000年3月1日                              | ゲームボーイ （ニンテンドウパワー） | レア   | 任天堂 | フラッシュロムカセット                | -    |      |
| 2   | スーパードンキーコングGB Donkey Kong Land | 2014年4月2日 2014年10月16日 2015年2月26日 | ニンテンドー3DS                     | レア   | 任天堂 | ダウンロード （バーチャルコンソール） | -    |      |
| 3   | ゲームボーイ Nintendo Switch Online       | 2024年11月22日                            | Nintendo Switch                     | 任天堂 | 任天堂 | ダウンロード                          | -    |      |

### スタッフ
- メイン・プログラミング：ポール・マカチェク
- サポート・プログラミング：スティーヴ・パトリック、オリバー・ノートン
- シーナリー：ディーン・スミス
- スプライト・グラフィックス：スティーヴ・メイルス、マーク・スティーヴンソン、ケリ・ガン、カール・ティレー、ケヴィン・ベイリス
- アディショナル・グラフィックス：ニール・クルック
- グラフィック・マニピュレーション：マーティン・ウェイクリー、クリス・ペール
- ミュージック、サウンド：デヴィッド・ワイズ、グリーム・ノーゲイト
- テスティング：ヒュー・ワード、ゲイリー・リチャーズ、ジョン・ヘイスティ
- 任天堂テスティング：マイケル・ケルバー、リッチ・リチャードソン、ロバート・ジョンソン、トム・ヘルツォーク、ダン・フルーク
- プロダクト・マネージャー：サイモン・ファーマー
- 任天堂プロダクト・マネージャー：ダン・オーセン
- テクニカル・サポート：ピート・コックス、エイリアス&S.G.サポート、ポール・ミケル
- スペシャル・サンクス：ジョエル・ホッホバーグ、マイク・フクダ、宮本茂、マサト・ハタケヤマ、山城重喜、トニー・ハーマン
- オリジナル『ドンキーコング』キャラクター：宮本茂
- ゲーム・デザイン：アンドリュー・コラード
- ゲーム・コンセプト：ティム・スタンパー

### 評価
ゲーム誌『ファミコン通信』の「クロスレビュー」では、7・6・6・5の合計24点（満40点）、『ファミリーコンピュータMagazine』の読者投票による「ゲーム通信簿」での評価は以下の通り22.5点（満30点）。
| 項目 | キャラクタ | 音楽 | お買得度 | 操作性 | 熱中度 | オリジナリティ | 総合 |
| 得点 | 4.1        | 3.7  | 3.8      | 3.6    | 3.8    | 3.5            | 22.5 |

## シリーズ作品
太字は本項目内で扱っているタイトル。
- スーパードンキーコング（スーパーファミコン・1994年11月26日） 出荷本数約300万本
- スーパードンキーコングGB（ゲームボーイ・ 1995年7月27日） - 出荷本数約108万本
- スーパードンキーコング2 ディクシー&ディディー（スーパーファミコン・1995年11月21日） - 出荷本数約221万本
- スーパードンキーコング3 謎のクレミス島（スーパーファミコン・1996年11月23日） - 出荷本数約177万本
- ドンキーコングランド（ゲームボーイ・1996年11月23日）
- ドンキーコングGB ディンキーコング&ディクシーコング（ゲームボーイカラー）
- ドンキーコング2001（ゲームボーイカラー・2001年1月21日）
- スーパードンキーコング（ゲームボーイアドバンス・2003年12月12日）
- スーパードンキーコング2（ゲームボーイアドバンス・2004年7月1日）
- スーパードンキーコング3（ゲームボーイアドバンス・2005年12月1日）
- ドンキーコング64（NINTENDO 64・1999年12月10日） 出荷本数約110万本
- スーパードンキーコング（Wiiバーチャルコンソール・2006年12月12日）
- スーパードンキーコング2 ディクシー&ディディー（Wiiバーチャルコンソール・2007年10月23日）
- スーパードンキーコング3 謎のクレミス島（Wiiバーチャルコンソール・2008年10月21日）
- ドンキーコング リターンズ （Wii・2010年12月9日） - 出荷本数約100万本
- ドンキーコング リターンズ 3D （ニンテンドー3DS・2013年6月13日） - 出荷本数約37万本
- ドンキーコング トロピカルフリーズ （Wii U・2014年2月13日、Nintendo Switch・2018年5月3日）
- スーパードンキーコングGB（ニンテンドー3DSバーチャルコンソール・2014年4月2日）
- スーパードンキーコング（Wii Uバーチャルコンソール・2014年11月26日）
- スーパードンキーコング2 ディクシー&ディディー（Wii Uバーチャルコンソール・2014年11月26日）
- スーパードンキーコング3 謎のクレミス島（Wii Uバーチャルコンソール・2014年11月26日）
- スーパードンキーコング（Newニンテンドー3DSバーチャルコンソール・2016年3月4日）

『GB』のゲームボーイカートリッジは世界で初めて灰色以外の色を使用している。また、本編の後に起こった外伝ストーリーであり、ステージ構造に新要素が取り入れられている。
シリーズ唯一のゲームボーイカラー作品となった『2001』は、SFC版の移植でありながら基本的に『GB』のシステムをも継承しており、ステージの変更点や新ステージなどがあるほか、BGMは『GB』を基本としている。
GBA版は全てスーパーファミコン版（以下SFC版）の移植だが、オリジナルのステージや敵キャラクター、ミニゲームなどの要素が追加されている。
リターンズ以降は今までのシリーズを開発していたレア社ではなくレトロスタジオが開発している。